# Gran Premio Costa degli Etruschi
Gran Premio Costa degli Etruschi ("den etruriska kustens grand prix") var ett italienskt endagslopp i landsvägscykling som avhölls söder om Livorno i Toscana från 1996 till 2017. Det inkluderades i UCI:s kalender 2002 och när UCI Europe Tour skapades 2005 fördes loppet dit klassificerat som 1.1. Det kördes i början av februari (och inledde därmed den italienska och, tillsammans med franska GP d'Ouverture La Marseillaise, europeiska landsvägssäsongen), utom 2013 då det först ställdes in av finansiella skäl, men senare ändå kom till stånd den 21 september hållet i anslutning till (dagen före) Världsmästerskapen i landsvägscykling, som det året avhölls i närbelägna Florens. Loppets start låg i San Vincenzo, målet i Donoratico och det gick som ett antal varv på olika slingor. Profilen var i stort sett platt (en knappt tvåhundra meter hög backe skulle passeras tre gånger på 190 km) – med resultat att loppet normalt avgjordes med en mass-spurt.

## Podieplaceringar
| År   | Vinnare             | Tvåa               | Trea                   |
| 1996 | Fabrizio Guidi      | Biagio Conte       | Marco Antonio Di Renzo |
| 1997 | Biagio Conte        | Fabio Baldato      | Fabrizio Guidi         |
| 1998 | Mario Cipollini     | Nicola Minali      | Léon van Bon           |
| 1999 | Endrio Leoni        | Mario Traversoni   | Massimo Strazzer       |
| 2000 | Mario Cipollini     | Endrio Leoni       | Mauro Zinetti          |
| 2001 | Fabio Sacchi        | Gabriele Balducci  | Volodymyr Duma         |
| 2002 | Jurij Metlutjenko   | Mario Manzoni      | Guido Trenti           |
| 2003 | Jaan Kirsipuu       | Fred Rodriguez     | Werner Riebenbauer     |
| 2004 | Jurij Metlutjenko   | Andrus Aug         | Crescenzo D'Amore      |
| 2005 | Alessandro Petacchi | Luciano Pagliarini | Francesco Chicchi      |
| 2006 | Alessandro Petacchi | Daniele Bennati    | Danilo Napolitano      |
| 2007 | Alessandro Petacchi | Gabriele Balducci  | Daniele Bennati        |
| 2008 | Gabriele Balducci   | Francesco Chicchi  | Danilo Napolitano      |
| 2009 | Alessandro Petacchi | Jacopo Guarnieri   | Robert Hunter          |
| 2010 | Alessandro Petacchi | Alberto Loddo      | Fabio Sabatini         |
| 2011 | Elia Viviani        | Roberto Ferrari    | Elia Favilli           |
| 2012 | Elia Viviani        | Sacha Modolo       | Filippo Baggio         |
| 2013 | Michele Scarponi    | Diego Ulissi       | Filippo Pozzato        |
| 2014 | Simone Ponzi        | Mauro Finetto      | Andrea Pasqualon       |
| 2015 | Manuel Belletti     | Davide Viganò      | Niccolò Bonifazio      |
| 2016 | Grega Bole          | Francesco Gavazzi  | Diego Ulissi           |
| 2017 | Diego Ulissi        | Manuel Belletti    | Francesco Gavazzi      |